# Nico Rost van Tonningen
Nicolaas Albertus (Nico) Rost van Tonningen (Ambarawa, 8 september 1889 – Zeist, 15 januari 1979) was een Nederlands viceadmiraal en opperceremoniemeester.

## Biografie
Rost was lid van de familie Rost van Tonningen en een zoon van luitenant-generaal Marinus Bernardus Rost van Tonningen (1852-1927) en jonkvrouw Meinarda Sara Johanna van den Bosch (1868-1946). Hij was een broer van NSB'er Meinoud Rost van Tonningen. Hij trouwde in 1923 met Dorethea Cornelia Johanna Backer (1893-1981) met wie hij drie zonen kreeg.
Rost werd in 1912 officier bij de marine en was daar laatstelijk kapitein-ter-zee (1938-1945). Tijdens de meidagen van 1940 werd hij in Amsterdam, waar hij het gezag over de Maritieme Middelen voerde, door een doorgedraaide officier neergeschoten en raakte daarbij zwaar gewond. De enige reden was dat zijn broer de beruchte NSB'er Meinoud Rost van Tonningen was. Hij was echter volkomen trouw aan de goede zaak.
In 1948 werd hij benoemd tot viceadmiraal titulair. Vanaf 1930 was hij adjudant van koningin Wilhelmina, tot haar abdicatie. Vervolgens werd hij adjudant-generaal/Chef van het militair huis van koningin Juliana, vanaf 1954 in bijzondere dienst. Van 1955 tot 1962 was hij opperceremoniemeester en na zijn terugtreden werd hij in 1962 benoemd tot grootmeester honorair.
Rost was ridder in de Orde van de Nederlandse Leeuw, grootofficier in de Orde van Oranje-Nassau en sinds 1949 was hij grootkruis in de Huisorde van Oranje.